# Тауи (Свонзијски залив)
Тауи (вел. Tawe) је река у Уједињеном Краљевству, у Велсу. Дуга је 48 km. Улива се у Бристолски залив. 